# K computer

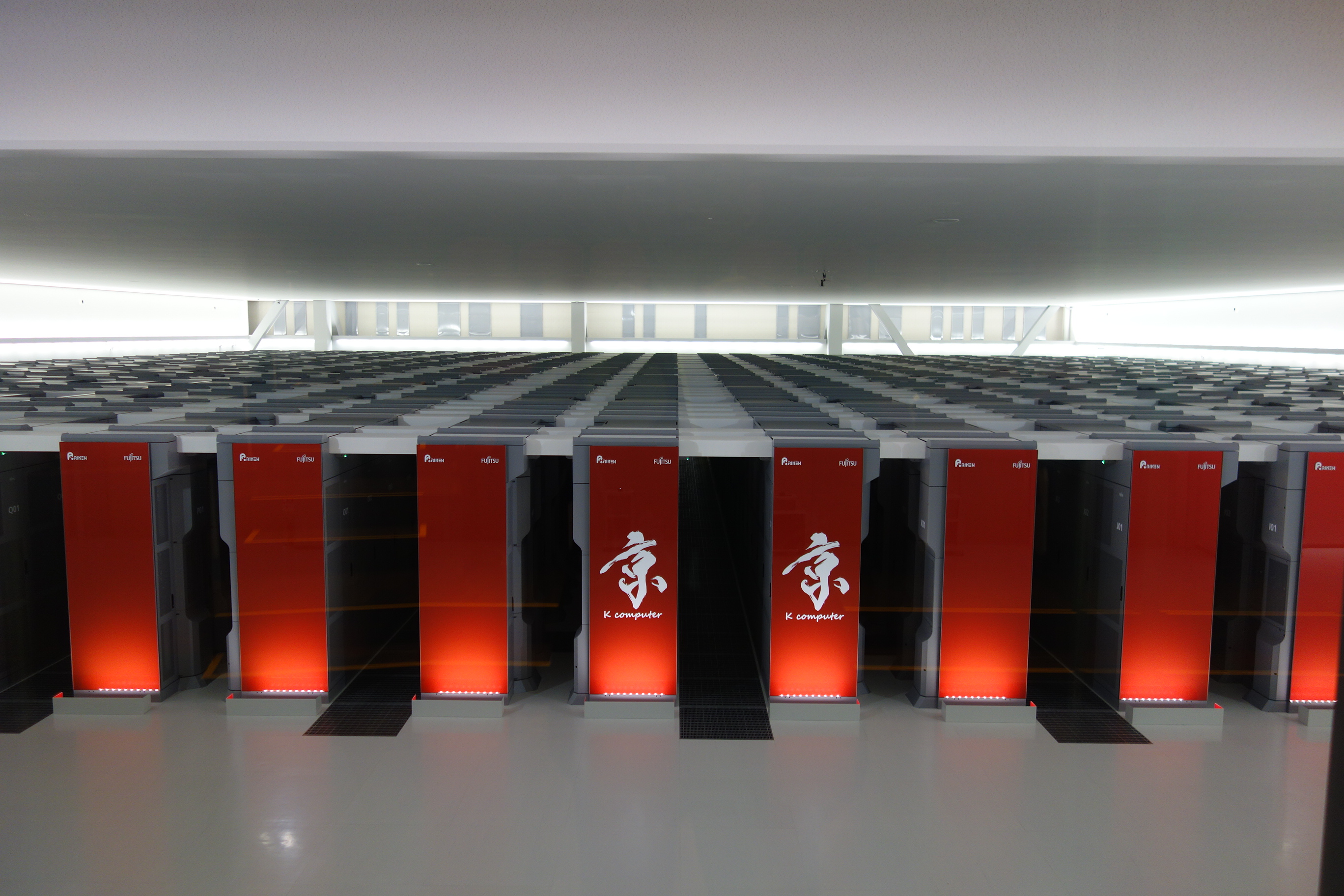
K Computer

Der K computer (jap. 京, Kei, [keː], dt. „10 Billiarden, 10 Peta-“) ist ein japanischer Supercomputer. Mit einer Rechenleistung von 10,51 Petaflops (gemessen nach LINPACK-Benchmark) galt er im November 2011 als das schnellste Rechnersystem der Welt.
Die theoretische Maximalleistung liegt bei 10,51 Petaflops. Er wurde von Fujitsu gebaut und steht in Kōbe am RIKEN Advanced Institute for Computational Science. Er kombiniert 88.128 SPARC64 VIIIfx CPUs (2,0 GHz) mit je 8 Prozessorkernen in 672 Schränken. Als Betriebssystem wird Linux verwendet. Der Ausbau des Systems soll im November 2012 mit 864 Schränken und einer Leistung von 11,28 Petaflops abgeschlossen sein.
Bereits im Juni 2011 löste der K computer in seiner ersten Ausbaustufe (8,16 PFLOPS) den chinesischen Tianhe-1A (2,56 PFLOPS) als bis dahin weltweit leistungsstärksten Supercomputer ab. Im Juni 2012 wurde dieser Rekord vom etwa doppelt so schnellen US-amerikanischen IBM Sequoia (16,3 PFLOPS) gebrochen.
Nachfolger des K computer ist der Fugaku, der im Mai 2020 aufgebaut wurde.

## 6-Dimensional-Mesh/Torus-Topologie-Netzwerktechnologie (Tofu Interconnect)

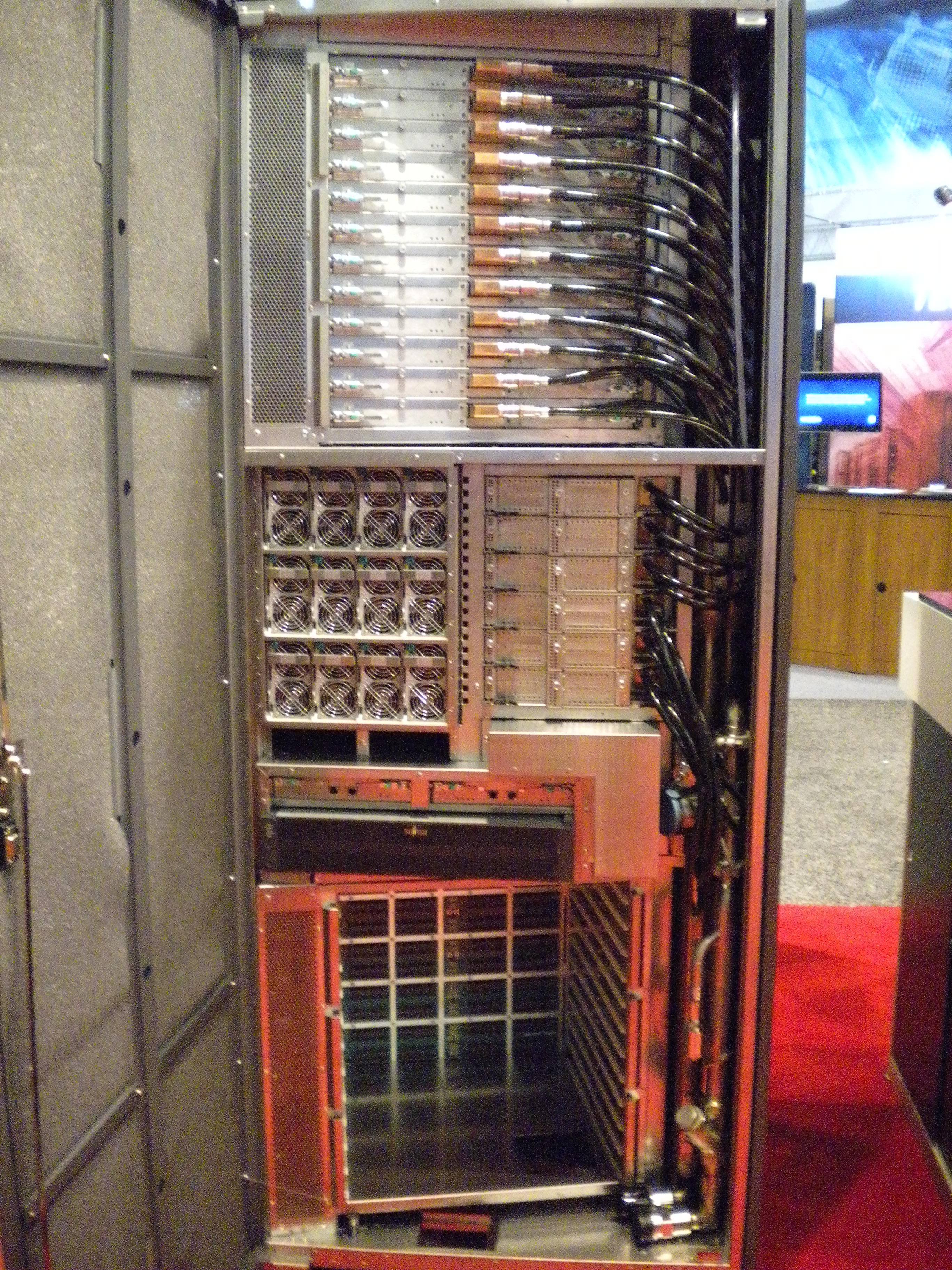
Einer der Schrankprototypen des K Computer

Der K-Computer ist ein großes System mit mehr als 80.000 CPUs. Das Netzwerk, das Daten wie z. B. Rechenergebnisse zwischen den CPUs austauscht spielt dabei eine sehr wichtige Rolle. Das K-Computer-Netzwerk, genannt Tofu, verwendet eine innovative Struktur mit dem Namen "6-dimensionale Mesh / Torus" Topologie. Diese bietet viele Kommunikationswege zwischen den benachbarten CPUs. Durch Ausführung der Datenkommunikation zwischen den CPUs auf dem kürzesten Weg und der kürzesten Zeit ist sichergestellt, dass das Netzwerk den CPUs die volle Rechenleistung ermöglicht.
Um immer die höchste Leistung zu erreichen, ist es weiterhin wichtig, Ausfälle zu verhindern. Auch wenn ein teilweises Versagen von Komponenten auftritt, muss die Auswirkung minimiert werden. Dies wird erreicht durch eine Konfiguration von Ausweich-Routen im Netzwerk zwischen den CPUs. Ein Mechanismus, der fehlerhafte CPUs umgeht, sorgt dafür, dass der Datenaustausch fortgesetzt werden kann. Die rechnerische Verarbeitung wird nicht unterbrochen.

## Simulation des menschlichen Gehirns
Am 2. August 2013 gab das japanische Forschungsinstitut Riken bekannt, dass man in Zusammenarbeit mit dem deutschen Forschungszentrum Jülich die bis dato größte Simulation des Nervensystems des menschlichen Gehirns durchgeführt habe. Das zu simulierende virtuelle Neuronennetz bestand dabei aus rund 1,73 Milliarden Nervenzellen, die durch circa 10,4 Billionen Synapsen miteinander verbunden wurden. Das 82.944 CPU starke Rechencluster K benötigte dabei 40 Minuten Rechenzeit, um nur etwa 1 % der Gehirnaktivität für 1 Sekunde zu simulieren. Um ein exaktes mathematisches Modell zu erhalten, wurde jeder Synapse ein 24 Byte großer Speicher zugewiesen, was zu einem 1-Petabyte-Arbeitsspeicher-Verbrauch führte. Der Teamleiter Markus Diesmann zeigte sich bezüglich der Entwicklung, was die Simulation des Gehirn im Ganzen auf Neuronenebene angeht, sehr zuversichtlich: „Wenn Peta-scale-Computer wie K heute 1 % der Netzwerkstruktur repräsentieren können, dann […] wird mit Exa-Scale-Computern sicher innerhalb der nächsten Dekade das ganze Gehirn simulierbar.“ Als Simulationssoftware wurde das Open-Source-Projekt NEST verwendet.